# Pütrich (Patrizierfamilie)

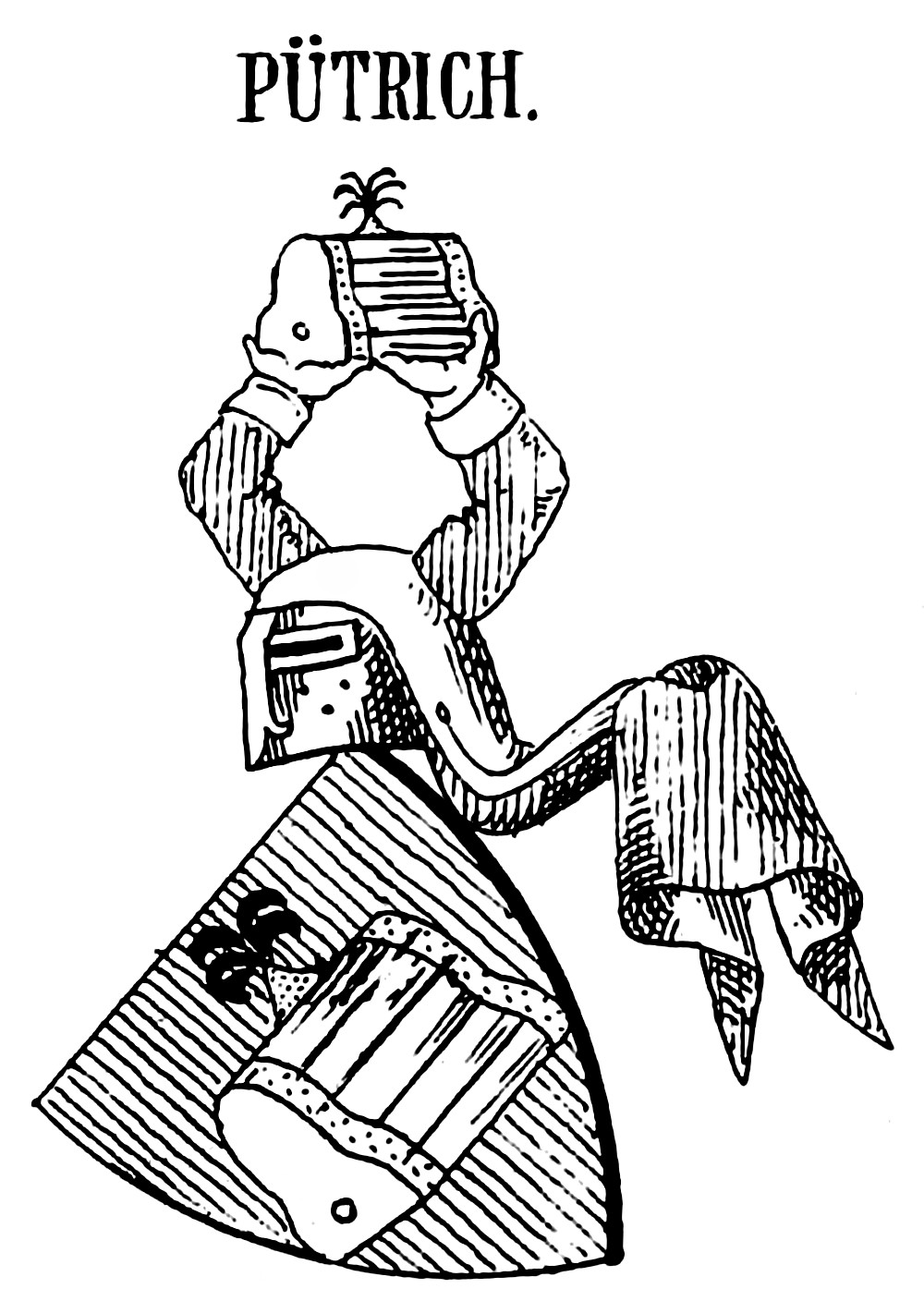
Stammwappen der Pütrich in Siebmachers Wappenbuch

Die Familie Pütrich (andere Schreibweisen Püttrich, Püterich, Pütreich oder Bittrich) zählte zu den Münchner Patriziergeschlechtern, von der ein Zweig im Jahr 1347 als Pütrich von Reichertshausen in den Adelsstand erhoben wurde.

## Geschichte

### Erste urkundliche Erwähnung
Die erste urkundliche Erwähnung der aus dem Rheinland (laut anderer Quelle: aus Regensburg) stammenden und dann über Jahrhunderte in München wirkenden Familie findet sich um das Jahr 1189. Der Name „Pütrich“ könnte sich aus der Bezeichnung Pütsche für ein altes Salzmaß ableiten – eines ihrer Wappen zeigt zwei Wein- oder Salzfässer.

### Nachwirkung in München
Bereits 1284 wurde durch die Familie im Graggenauer Viertel in der Münchener Altstadt mit dem „Pütrich Regelhaus“ ein Kloster der Terziarinnen der Franziskaner-Reformaten als Seelhaus begründet. Das 1289 erstmals urkundlich erwähnte Innere Sendlinger Tor hieß unter anderem Pütrichturm, nachdem der Torturm 1319 in das Stadthaus der Großbürgerfamilie Pütrich einbezogen worden war. Das Angerviertel wurde 1420/21 als „des Hans Pütrichs Viertel“ bezeichnet, dessen Hauptmann er war. 
Die Pütrich zählten damit zu den wohlhabenden Münchner Patriziern wie Ligsalz, Barth oder Dichtl, die im 14. und 15. Jahrhundert auch in den Landadel erhoben wurden. Die Familie stellte vom 13. bis 15. Jahrhundert mehrere Stadträte, Stadtkämmerer und Bürgermeister der Stadt München. 1451 nannte Papst Nikolaus V. in einer Bulle die Pütrichs „edle Männer“ (nobiles viros de Puttreich).

### Landadlige und ein Fürstpropst

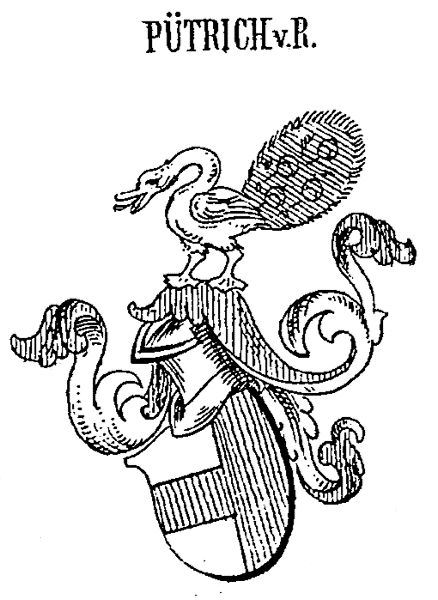
Wappen der Pütrich von Reichertshausen in Siebmachers Wappenbuch

1334 kaufte Ludwig Pütrich Schloss Reichertshausen sowie die zugehörigen Besitzungen. 1347 erhielt er von Kaiser Ludwig dem Bayern die geschlossenen Hofmarksrechte von Reichertshausen und wurde als „Pütrich von Reichertshausen“ in den Adelsstand erhoben.
Doch nicht alle Pütrichs waren „edle Männer“. Von Jakob Pütrich von Reichertshausen, vermutlich Ludwigs Sohn oder Enkel, wird berichtet, dass er 1370 bewaffnet am Turm beim Gögginger Tor in Augsburg jungen Männern aufgelauert hat, die ihn aber abwehrten, sodass er in „Eisen und Banden“ im Rathaus festgesetzt wurde. Daraufhin bestachen seine Verwandten die Wächter mit 300 Gulden und er kam alsbald wieder frei. 1375 hat er dann an der „ihm verhassten Stadt“ Rache genommen, indem er zwei Augsburger Bürgern Hände und Füße „abhieb“ – wofür er in der Reichsstadt für vogelfrei erklärt wurde.  Davon unbeeindruckt, war Jakob wenig später in die Augsburger Vorstadt eingeritten und hatte vier Männer erstochen. Wenig später ließ Jakob seinen Sohn in Augsburg den Hauptmann Hartmann Onsorg von Wellenburg anklagen, eine mit „Sigel und Brief“ belegte Schuld von 400 Gulden an ihn zu begleichen. Doch Onsorg als „ein verschmitzter Kopf weiß eine Menge Einreden vorzubringen und den Handel zu verwirren“ und wehrte die Klage erfolgreich mit der Begründung ab, er hätte seine Schuld bereits in Mainz bezahlt. Jakob bestand trotz des Augsburger Gerichtsurteils weiterhin auf Einlösung der Schuld, worauf nun Onsorg seinerseits Klage gegen Jakob vor dem Landgericht des Ulrich Graf von Oettingen in Schwaben erhob. Jakob, der in Diensten des bairischen Herzogs Johann stand, erschien nicht vor Gericht, das daraufhin eine Kontumazentscheidung ergehen ließ – was wiederum den Herzog Johann auf den Plan rief. „Man fiel im Schlosse Wellenburg ein, zerstörte, beutete, und machte großen Schaden dem Hauptmann Onsorg.“
Ein anderer von Ludwigs Nachkommen war der Dichter, Büchersammler und herzoglich-bayerische Rat Jakob III. Pütrich von Reichertshausen (1400–1469), der mit seinem einzigen erhaltenen literarischen Werk, dem 1462 in Titurel-Strophen gereimten Ehrenbrief an die literarisch interessierte Mechthild von der Pfalz, für die deutsche Literaturgeschichte von Bedeutung ist. Letzte Beurkundungen dieses Adelsgeschlechts bezeugen den schrittweisen Verkauf der Hofmark Reichertshausen an Hans von Pfeffenhausen durch Gamareth Pütrich von Reichertshausen und seinen Bruder Jakob zwischen 1497 und 1502.
Den größten Aufstieg erlebte der dem nicht-adligen Familienzweig („wahrscheinlich der ritterbürtigen Linie“) entstammende Jakob Pütrich (1523–1594), der als Jakob II. von 1567 bis 1594 zum Fürstpropst von Berchtesgaden ernannt worden war und damit als Reichsfürst des Heiligen Römischen Reiches neben seiner geistlichen auch weltliche Macht über ein Territorium ausübte, dem er als Landesherr vorstand.
Das Adelsgeschlecht der Pütrich von Reichertshausen starb zu Beginn des 16. Jahrhunderts, der nicht-adlige Zweig der Familie Pütrich starb Ende des 17. Jahrhunderts im Mannesstamm aus.

## Bekannte Personen der Familie
Pütrich von Reichertshausen
- Ludwig Pütrich, als „Ludwig Pütrich von Reichertshausen“ in den Adelsstand erhoben, hatte 1334 Schloss Reichertshausen und zugehörige Besitzungen gekauft und erhielt 1347 von Kaiser Ludwig dem Bayern die geschlossenen Hofmarksrechte.
- Jakob III. Pütrich von Reichertshausen (1400–1469), bedeutender Dichter, Büchersammler, herzoglich-bayerischer Rat und Amtsträger.

Pütrich, Püttricher
- Hermann Pütrich (* vermutlich Anfang 13. Jahrhundert), namentlich als erster der Pütrichs 1238 für München als Zeuge neben anderen in einer Urkunde erwähnt.[12]
- Barbara Pütrich († 11. Juni 1424), Äbtissin der Klarissinnen des Klosters am Anger von 1408 bis 1415.[13]
- Hanns Pütrich, Mitglied des Stadtrates und 1447 Bürgermeister der Stadt München[14]
- Sigmund Pütrich, Mitglied des Stadtrates und 1463 Bürgermeister der Stadt München[14]
- Kilian Püttricher, ein Onkel Jakobs II., war von 1525 bis 1535 Abt zu St. Peter in Salzburg.[2]
  - Jakob Pütrich (1523–1594)[10] war als Jakob II. von 1567 bis 1594 Fürstpropst von Berchtesgaden.
  - Anna Pütrich, Jakobs Schwester,  von 1588 bis 1600 Äbtissin des adligen Benediktinen-Frauenstifts Nonnberg.[2]
  - Hieronymus Pütrich, jüngerer Bruder von Jakob und von ihm zum Landrichter in Berchtesgaden bestellt. Während das Grab des Fürstpropstes unbekannt ist, liegt der 1595 verstorbene Bruder unter einer schön gestalteten Grabplatte im Kreuzgang zwischen Berchtesgadener Stiftskirche und dem vormaligen Augustiner-Chorherrenstift.[15]

## Wappen

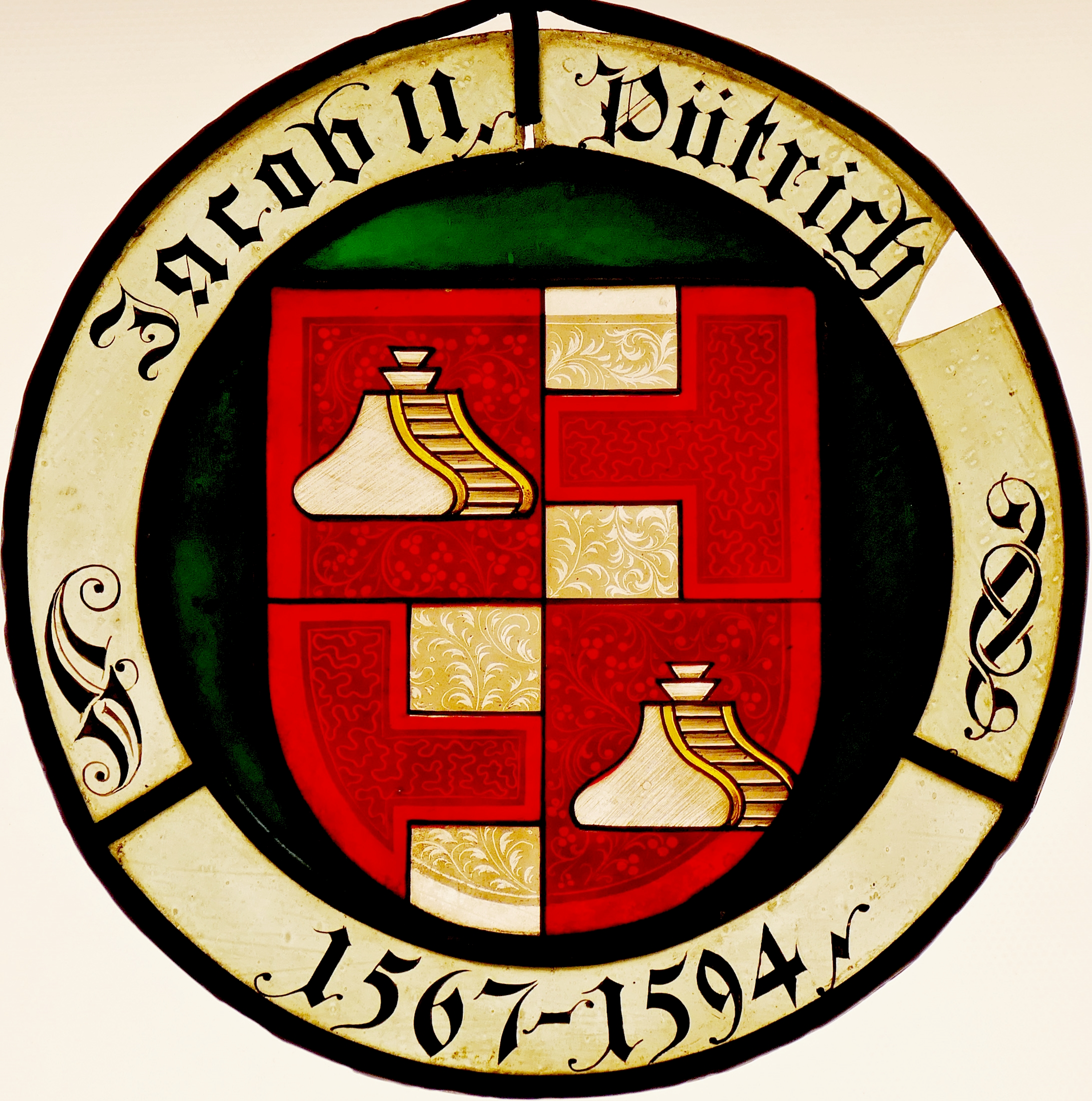
Wappenscheibe von Jakob II. Pütrich im Pfarrhaus der Berchtesgadener Stiftskirche

Blasonierung des Stammwappens: In Rot ein silbernes Lägel (Büttrich) mit goldenen Reifen und Handhabe. Auf dem Helm mit rot-silbernen Decken zwei rote Arme, das Lägel haltend.
Das Stammwappen trug im Mittelalter auch das Münchner Patriziergeschlecht der Tulbeck.
Blasonierung des Wappens der Pütrich von Reichertshausen: In Rot ein oberes und unteres silbernes Ort am Vorderrand. Auf dem Helm mit rot-silbernen Decken ein silberner Schwan mit Pfauenschwanz.
Die Pütrich von Pasing vereinigten die beiden Wappen (siehe Wappen des Jakob II. Pütrich).